# جاناتان ساکس
جاناتان ساکس (عبری: יעקב צבי זקס‎، آوانگاری: Ya'akov Tzvi Zaks; ۸ مارس ۱۹۴۸ – ۷ نوامبر ۲۰۲۰) ربی، سیاستمدار، متخصص الهیات، و استاد دانشگاه اهل بریتانیا بود.
وی همچنین برندهٔ جوایزی همچون شوالیه (عنوان) شده‌است.